# 연애 주식회사
"연애 주식회사"는 한국에서 제작된 최경옥 감독의 1963년 영화이다. 김희갑 등이 주연으로 출연하였고 신상옥 등이 제작에 참여하였다.

## 출연

### 주연
- 김희갑
- 허장강
- 이대엽
- 태현실

## 기타
- 조명: 마용천
- 미술: 정우택